# هيرشل برناردي
هيرشل برناردي (بالإنجليزية: Herschel Bernardi)‏ مواليد 30 أكتوبر 1923 في نيويورك، الولايات المتحدة - الوفاة 09 مايو 1986 في لوس أنجلوس، هو ممثل أمريكي بدأ مسيرته الفنية سنة 1937. من أعماله إيرما لا دوس. امتدت مسيرته الفنية لأكثر من 49 عاما.

## روابط خارجية
- هيرشل برناردي على موقع IMDb (الإنجليزية)
- هيرشل برناردي على موقع ألو سيني (الفرنسية)
- هيرشل برناردي على موقع ميوزك برينز (الإنجليزية)
- هيرشل برناردي على موقع تيرنر كلاسيك موفيز (الإنجليزية)
- هيرشل برناردي على موقع أول موفي (الإنجليزية)
- هيرشل برناردي على موقع قاعدة بيانات برودواي على الإنترنت (الإنجليزية)
- هيرشل برناردي على موقع قاعدة بيانات الأفلام السويدية (السويدية)
- هيرشل برناردي على موقع إن إن دي بي (الإنجليزية)
- هيرشل برناردي على موقع أول ميوزيك (الإنجليزية)
- هيرشل برناردي على موقع ديسكوغز (الإنجليزية)